# Schoutenia glomerata
Schoutenia glomerata är en malvaväxtart. Schoutenia glomerata ingår i släktet Schoutenia och familjen malvaväxter.

## Underarter
Arten delas in i följande underarter:
- S. g. glomerata
- S. g. peregrina